# Métropole du Centre
La métropole du Centre est une des dix anciennes métropoles ou arrondissements métropolitains de l'Église constitutionnelle en France.
Créée par la constitution civile du clergé en 1790, elle comprenait les huit diocèses des départements du Cher, de Loir-et-Cher, d'Indre-et-Loire, de la Vienne, de l'Indre, de la Creuse, de l'Allier et de la Nièvre.
Elle fut supprimée à la suite du concordat de 1801.

## Liste des évêques constitutionnels
- Pierre Anastase Torné, évêque du Cher ;
- Michel-Joseph Dufraisse, évêque du Cher ;
- François-Xavier Laurent, évêque de l'Allier ;
- Antoine Butaud-Dupoux, évêque de l'Allier ;
- Marc-Antoine Huguet, évêque de la Creuse ;
- René Héraudin, évêque de l'Indre ;
- Pierre Suzor, évêque d'Indre-et-Loire ;
- Henri Grégoire, évêque de Loir-et-Cher ;
- Guillaume Tollet, évêque de la Nièvre ;
- René Lecesve, évêque de la Vienne ;
- Charles Montaut des Isles, évêque de la Vienne.

## Sources
- Paul Pisani, Répertoire biographique de l'épiscopat constitutionnel (1791-1802), A. Picard & Fils, Paris, 1907, p. 85-124.
- Tableau des évêques constitutionnels de France, de 1791 à 1801, Paris, 1827